# Mamry
Mamry (Duits: Mauersee) is een meer in het noordoosten van Polen in het Woiwodschap Ermland-Mazurië in het Mazurisch Merenplateau. Het heeft een oppervlakte van 104 km² en is daarmee het op een na grootste van het land, na het Śniardwymeer. De maximumdiepte bedraagt 44 meter en de gemiddelde diepte 11 meter.

## Geografie

### Algemeen
Het meer bestaat feitelijk uit 6 verschillende meren die onderling verbonden zijn: het eigenlijke Mamry in het noorden, Święcajty in het noordoosten, Dargin in het midden, Dobskie in het westen, Kisajno in het zuiden en Kirsjaty tussen Mamry en Dargin. De verbinding tussen Dobskie en Dargin wordt aangeduid met Łabap.
Bij het Darginmeer stroomt de Angrapa verder noordwaarts richting de Russische exclave Kaliningrad. Verder vormt het Mazurisch Kanaal een directere verbinding met de Pregolja en de Oostzee.
De dichtstbijzijnde belangrijkere wegen zijn de DK63 en DK59, die allebei ten oosten van het meer liggen.

### Bestuurlijk
De noordelijke delen van het meer horen bij het powiat Węgorzewski en de zuidelijke delen bij het powiat Giżycki.

### Omliggende plaatsen
Ten zuiden van het Kisajnomeer ligt de grootste stad in de nabije omgeving Giżycko, de stad Węgorzewo bevindt zich noordelijk van het Darginmeer en de stad Kętrzyn is een aantal kilometers ten westen van het Dobskiemeer gelegen.
Rondom het Święcajtymeer ligt het dorp Kal op de westoever, het dorp Kolonia Rybacka op de noordoever en het dorp Ogonki op de oostoever. De plaatsen Przystán en Pniewo zijn gelegen op de westelijke oever van het Mamrymeer. Het dorp Łabapa bevindt zich ten noorden van het Łabapmeer en Pilwa ligt westelijk van het Dobskiemeer.
Aan het Kisajnomeer liggen het eerder genoemde Giżycko in het zuiden, Pierkunowo in het oosten en Guty in het westen.

### Eilanden
In totaal liggen er 33 eilanden in Mamry met een gezamenlijke oppervlakte van 223 hectare. Sommige van de eilanden zijn een natuurreservaat. De meeste eilanden bevinden zich in Kisajno.